# Timeless (EP)
Timeless es el primer EP de la banda estadounidense Of Mice & Men. Fue lanzado el 26 de febrero de 2021 a través de SharpTone Records. El EP fue producido por la propia banda y es su primer lanzamiento con el sello. Es la primera parte de su llamada "Trilogía EP".

## Promoción
El 13 de enero de 2021, la banda reveló que se habían separado de Rise Records y habían firmado con SharpTone Records. Al mismo tiempo, lanzaron un nuevo sencillo, "Obsolete", y anunciaron el EP en sí, la portada del EP, la lista de canciones y la fecha de lanzamiento. El 18 de enero, Pauley anunció a través de Twitter que este sería el primero de los tres EP lanzados en el año. El 10 de febrero, dos semanas antes del lanzamiento del EP, la banda lanzó la canción principal "Timeless".

## Lista de canciones
| N.º | Título     | Duración |  |
| 1.  | «Timeless» | 4:06     |  |
| 2.  | «Obsolete» | 4:25     |  |
| 3.  | «Anchor»   | 3:58     |  |

## Personal
- Aaron Pauley: Voz Principal y Bajo
- Phil Manansala: Guitarra Líder y Coros
- Alan Ashby: Guitarra Rítmica y Coros
- Valentino Arteaga: Batería